# Radar Patrol vs. Spy King
Radar Patrol vs. Spy King (bra O Rei dos Espiões) é um seriado estadunidense de 1949, gênero espionagem, dirigido por Fred C. Brannon, em 12 capítulos, estrelado por Kirk Alyn e Jean Dean. Foi produzido e distribuído pela Republic Pictures, e veiculou nos cinemas estadunidenses a partir de 23 de novembro de 1949.
Foi o 53º entre os 66 seriados produzidos pela Republic Pictures.

## Sinopse
John Baroda, um neo-nazista, seu alter ego, The Spy King e sua ajudante Nitra, fazem parte de um time de sabotadores de um grande sistema de defesa de estações de radar ao longo da fronteira dos Estados Unidos. O operador do Radar Defense Bureau, Chris Calvert, tenta o resgate da cientista Joan Hughes, que foi sequestrada pelos capangas de Baroda.

## Elenco
- Kirk Alyn ... Chris Calvert
- Jean Dean ... Joan Hughes
- John Merton ... John Baroda
- George J. Lewis ... Lt Manuel Agura
- Eve Whitney ... Nitra
- Anthony Warde ... Ricco
- Stephen Gregory ... Hugo
- Tristram Coffin ... Franklin Lord

## Produção
Radar Patrol vs. Spy King foi orçado em $164,970, porém seu custo final foi $164,632. Foi filmado entre 20 de setembro e 12 de outubro de 1949, e foi a produção nº 1706.

### Dublês
- Tom Steele … Chris Calvert & Ricco Morgan (dublando Kirk Alyn & Anthony Warde)
- Dale Van Sickel … Chris Calvert, Ricco Morgan & Lt Manuel Agura (dublando Kirk Alyn, Anthony Warde and George J. Lewis)
- David Sharpe … Tenente Manuel Agura (dublando George J. Lewis)

## Lançamento

### Cinema
O lançamento oficial de Radar Patrol vs. Spy King é datado de 23 de novembro de 1949, porém essa é a data da disponibilização do 6º capítulo. Foi seguido do relançamento de Undersea Kingdom ao invés de uma novo seriado, como era costume da Republic, intercalando seriados novos com relançamentos. O próximo seriado novo seria The Invisible Monster, em 1950.

## Capítulos
1. The Fatal Fog (20min)
2. Perilous Trail (13min 20s)
3. Rolling Fury (13min 20s)
4. Flight of the Spy King (13min 20s)
5. Trapped Underground (13min 20s)
6. Wheels of Disaster (13min 20s)
7. Electrocution (13min 20s)
8. Death Rings the Phone (13min 20s)
9. Tomb of Terror (13min 20s)
10. Death Dive (13min 20s)
11. Desperate Mission (13min 20s)
12. Day of Reckoning (13min 20s)

Fonte: